# 閉央圓唇元音
閉央圓唇元音（Ʉ）是母音的一種，使用於許多口語語言之中，其國際音標的符號為 ⟨ʉ⟩，另一种符号为 ⟨ü/ue⟩，相對應的X-SAMPA符號則為 ⟨}⟩。
在很多語言中發此音時會突起嘴唇。但也有少數情況嘴唇是扁平的。

## 特徵
- 其元音高度為閉，這意指舌頭的位置會盡量接近齒齦，但不會阻礙氣流而被歸類為子音。
- 其元音舌位是央，表示舌的位置是在央元音的地方，大約在前元音和後元音中間。
- 其元音圓唇度為突出，即將嘴角聚拢，且嘴唇內側向外露出。

## 发音方式
舌面中央部分向硬腭中部隆起，嘴唇向两边展开。

## 发音列表
- 英语个别口音 - boot   /bʉ̟ːt/ （船）
- 爱尔兰语 - ciúin 	/cʉ̠ːnʲ/ （安静）
- 挪威语 - hus 	/hʉ͍ːs/ （房子）
- 威尔士语 - dŵr 	/dʉr/ 	（水）

## 外部連結
- 在PHOIBLE上搜尋含有[ʉ]的語言